# Eskifjörður
Eskifjörður ([ˈɛʃkɪɑˌfjœrðʏr̥]ⓘ) es un pueblo pesquero y comercial localizado en el este de Islandia, situado en el fiordo homónimo. 

## Historia
En 1801 Eskifjörður tenía 21 habitantes. A partir de 1870 experimentó un auge económico debido a la pesca con motonaves. La primera central eléctrica fue inaugurada en 1911. En 1910 el número de habitantes se elevó a 425, en 1920 a 619, en 1930 a 758, en 1940 a 671, en 1950 a 673, en 1960 a 741, en 1970 a 936 y en 1980 a 1084. El título oficial y los privilegios de una ciudad fueron otorgados el 10 de abril de 1974. En 1989 la ciudad tenía 1.095 habitantes. 
Desde el 7 de junio de 1998 Eskifjörður pertenece al municipio de Fjarðabyggð.

## Lugares de Interés
Este es un pueblo muy hospitalario. El paisaje Eskifjörður divisa la colina Hólmatindur (985 metros elevada sobre el nivel del mar). 
Eskifjörður contiene un Museo Marítimo fundado en 1983 en el edificio Gamlabúð, un antiguo almacén de 1816. Se trata de un edificio de madera que mide 16 m de largo y 9,1 m de ancho. El museo expone barcos de pesca, redes, herramientas y otros accesorios y abriga también un antiguo negocio. Jensenshús es un antiguo edificio residencial de madera construido en 1837 que mide 7,64 m de largo y 4,20 de ancho. Randulffssjóhús, otro edificio histórico de madera, fue construido en la granja de Hrúteyri a orillas de fiordo Reyðarfjörður en 1882, desmantelado y reconstruido en 1890 en el lugar actual.
La práctica de la minería comenzó en el siglo XVII, pero en la actualidad la única mina está cerrada. Sin embargo, no se sabe si la mina estará disponible al público otra vez. 
La iglesia protestante moderna fue inaugurada en 2000 con capacidad para 300 personas.

## Infraestructura
Eskifjörður cuenta con una escuela, una biblioteca, un piscina pública, un centro de salud (Heilsugaeslustöð), una farmacia, un taller de reparaciones y varios negocios. Además hay restaurantes, un hotel y otros alojamientos para turistas más, un campo de golf y un terreno de camping.

## Deporte
Este pueblo es sede del club de fútbol islandés llamado KVA Eskifjörður. En la ciudad, de enero a mayo, se puede esquiar, ya que en estos meses tienen lugar las mejores condiciones para la práctica del esquí. El recorrido es más largo de 327 m y tiene iluminación artificial.

## Galería

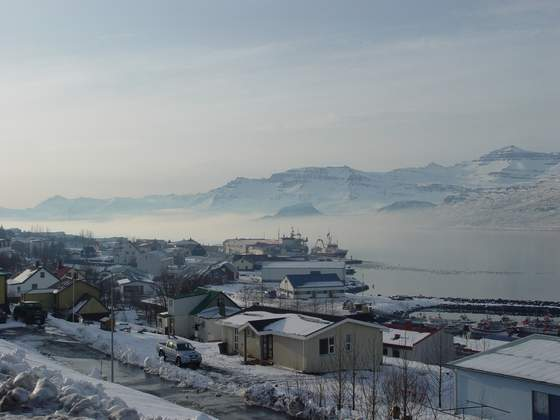
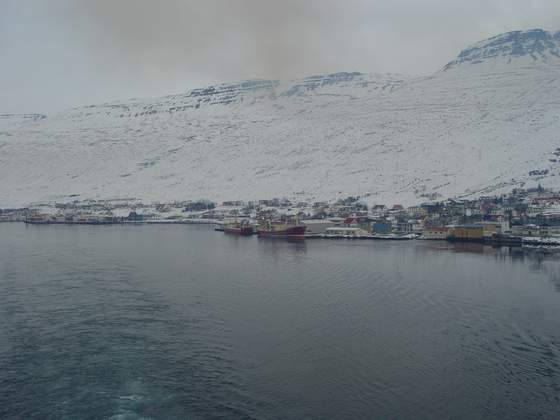
Eskifjörður
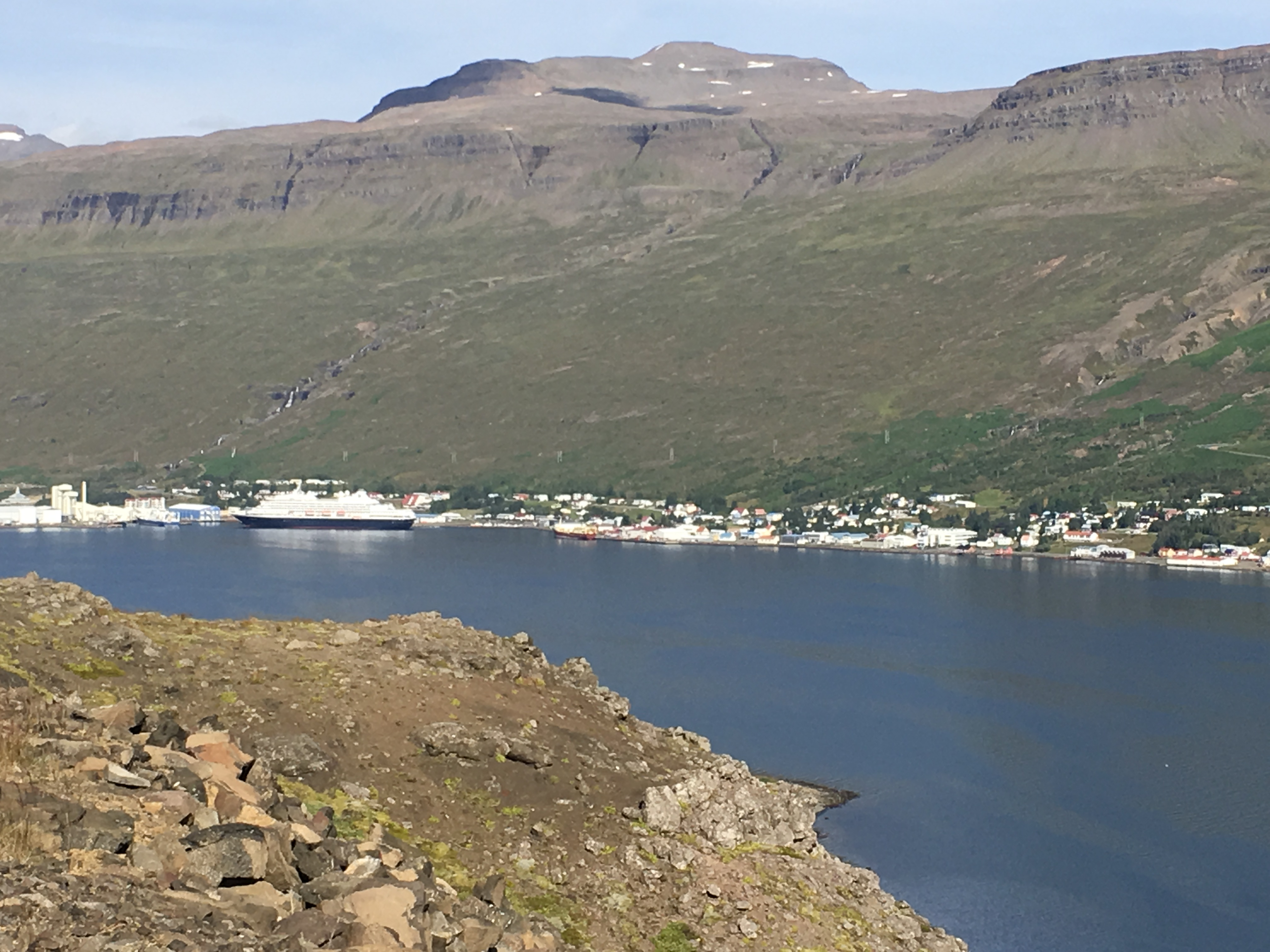